# سرو کورا (ریو گراند دو نورته)
سرو کورا (به پرتغالی: Cerro Corá) یک منطقهٔ مسکونی در برزیل است که در ریو گرانده شمالی واقع شده‌است. سرو کورا ۳۹۴ کیلومتر مربع مساحت و ۱۱٬۱۸۱ نفر جمعیت دارد.